# 郡山市立郡山第五中学校
郡山市立郡山第五中学校（こおりやましりつ こおりやまだいご ちゅうがっこう）は、福島県郡山市桜木にある公立の中学校。硬式テニス部・合唱部・陸上競技部の強豪校として知られている。校舎の中庭は「躍進の庭」と呼ばれている。

## 沿革[1]
- 1947年（昭和22年）4月25日 - 設置、郡山市立桃見台中学校と称する。
- 1949年（昭和27年）4月1日 - 校名変更により、郡山市郡山第五中学校と改称
- 2015年（平成27年）10月 - ホームページがリニューアルされる

## 学校行事[2]
4月　　　　　　　　　　　　　　　　　　　　
入学式　第1学期始業式
修学旅行（3年）
5月
全校運動会（予定）
前期生徒会総会
県中地区中体連陸上競技大会
6月
市中体連総合大会
7月
第1学期終業式
県中体連総合大会
8月
第2学期始業式
実力テスト
9月
市中体連新人総合大会
10月
生徒会役員選挙
桜木祭
11月
芋煮会（全学年）
12月
第2学期終業式
1月
第3学期始業式
2月
後期生徒会総会
3月
県立高校前期選抜入試
卒業証書授与式
修了式
離任式

## 全校運動会[3]
概要
毎年5月上旬に本校校庭で（雨天時は体育館）開催される。
1年生から3年生の児童を含んだ「縦割り班」をつくり各班に分かれ様々な活動をし各競技の総合得点を競い順位を決める。競技は午前午後を使い行われる。
各クラスの3年生応援団が中心となり準備、応援歌の作成などを行う。
体育の授業などを使い練習が行われる。
成り立ち
2023年度（令和5年度）から生徒会の考案により第一回大会が開催される。（これまでは学年別）
歴代優勝縦割りクラス
第一回　5組
第二回　3組
第三回　3組

## 部活動[4]
運動部
・サッカー部（男女）
・バスケットボール部（男女）
・野球部（男女）
・硬式テニス部（男女）
・卓球部（男女）
・体操部（男女）
・陸上競技部（男女）
・バレーボール部（男女）
文化部
・管弦楽部（男女）
・合唱部（男女）
・美術部（男女）
・家庭部（男女）
特設部
・水泳部（男女）
・駅伝部（男女）
廃止された部活
・パソコン部（不明）
・ハンドボール部（不明）
・ソフトテニス部（2024年度）
・剣道部（2024年度）
・水泳部（2024年度）
・ソフトボール部（2023年度）
ソフトテニス部、剣道部、ソフトボール部は人数の減少により廃部
水泳部は特設部に移行

## 交通
- JR東日本郡山駅より福島交通バスに乗車、「五中前」バス停下車。